# Municipio de Scott (condado de Poweshiek)
El municipio de Scott (en inglés: Scott Township) es un municipio ubicado en el condado de Poweshiek en el estado estadounidense de Iowa. En el año 2010 tenía una población de 257 habitantes y una densidad poblacional de 2,75 personas por km².

## Geografía
El municipio de Scott se encuentra ubicado en las coordenadas 41°38′38″N 92°28′37″O / 41.64389, -92.47694. Según la Oficina del Censo de los Estados Unidos, el municipio tiene una superficie total de 93.33 km², de la cual 93,26 km² corresponden a tierra firme y (0,07 %) 0,07 km² es agua.

## Demografía
Según el censo de 2010, había 257 personas residiendo en el municipio de Scott. La densidad de población era de 2,75 hab./km². De los 257 habitantes, el municipio de Scott estaba compuesto por el 97,67 % blancos, el 2,33 % eran de otras razas. Del total de la población el 2,72 % eran hispanos o latinos de cualquier raza.